# Dragon Ball
Dragon Ball (ドラゴンボール Doragon Bōru?, tdl. «Bola de dragón») es un manga escrito e ilustrado por Akira Toriyama. Fue publicado originalmente en la revista Shōnen Jump, de la editorial japonesa Shūeisha, entre 1984 y 1995. Su trama describe las aventuras de Gokū, un guerrero saiyajin, experto en artes marciales que en su infancia inicia sus viajes y aventuras en las que pone a prueba y mejora sus habilidades de pelea, enfrentando oponentes y protegiendo a la Tierra de otros seres que quieren conquistarla y exterminar a la humanidad. Conforme transcurre la trama, conoce a otros personajes que le ayudan en este propósito. El nombre de la serie proviene de unas esferas mágicas que al ser reunidas invocan a un dragón que concede deseos. En varias ocasiones resultan útiles tanto para Gokū y sus amigos como para la humanidad, aunque también son procuradas de forma constante por algunos seres malignos.
El manga tuvo 519 capítulos impresos recopilados en 42 volúmenes tankōbon. Dos años después de su lanzamiento, Toei Animation estrenó una adaptación anime que abarcó aproximadamente la primera mitad de la obra. Una vez concluida su transmisión en 1989 por el canal Fuji Television en Japón, Toei estrenó una continuación titulada Dragon Ball Z, la cual incorporó el contenido restante del manga. Un tercer anime producido por el mismo estudio se estrenó en 1996. Denominado Dragon Ball GT, posee un argumento inédito en cuya redacción no participó Toriyama. En 2015 comenzó a emitirse Dragon Ball Super en Fuji Television, anime que continúa los sucesos de Dragon Ball Z y que cuenta con una adaptación al manga, publicada a partir de junio del mismo año en Shōnen Jump. La violencia y desnudez presentes en algunos episodios tanto del anime como del manga provocaron la censura por parte de las distribuidoras en distintos países.
Las ventas del material impreso, cuantificadas en más de 160 millones de copias vendidas en Japón y de 260 millones a nivel mundial, llevaron a Dragon Ball a ser uno de los títulos más exitosos de Shūeisha. Las adaptaciones anime también consiguieron un éxito notable; en 1999, por ejemplo, uno de sus capítulos logró un récord de audiencia en EE. UU. en la cadena Cartoon Network, con 1.7 millones de televidentes. Dragon Ball es considerada como una de las obras más influyentes y populares de la época contemporánea, y ha servido de inspiración para otros mangakas como Eiichirō Oda, Masashi Kishimoto, Tite Kubo e Hiro Mashima, creadores de One Piece, Naruto, Bleach y Fairy Tail, respectivamente. Existe una franquicia de productos sobre el universo creado por Toriyama, que incluye películas animadas y de imágenes reales, animaciones originales, videojuegos, cartas coleccionables, figuras de acción y juguetes, entre otros. En la encuesta realizada por la cadena de televisión Japonesa TV Asahi para elegir los 100 Mejores mangas de la historia, Dragon Ball alcanzó el puesto número 5.

## Argumento
Freezer es un ser que conquista planetas para venderlos después a través de una organización a la que pertenecen criaturas de distintas razas. Una de ellas es la de los saiyajin, seres con aspecto humano y poseedores de una considerable fuerza. Temeroso de que representen una amenaza para su dominio, Freezer decide usar sus poderes para aniquilarlos destruyendo su hogar, el planeta Vegeta. Solo unos cuantos saiyajin sobreviven a la masacre, entre ellos Vegeta, Nappa y los hermanos Raditz y Kakarotto, a quienes prefiere dejar con vida para que sigan sirviendo a su propósito. Para asegurarse de que sigan teniéndole lealtad, les miente al decirles que la destrucción de su planeta se había debido al impacto de un meteorito. Kakarotto, que todavía es un bebé, es enviado en una nave espacial a la Tierra, para que cuando crezca extermine a la humanidad y se apodere del planeta.
La nave de Kakarotto llega a su destino y se impacta en algún sitio al que después llega un anciano llamado Son Gohan que descubre a Kakarotto en el interior del vehículo espacial. Aunque desconoce su origen, Gohan lo adopta como su propio nieto y lo bautiza como «Gokū». Poco después, por descuido el bebé cae desde un acantilado y se golpea la cabeza, lo cual le ocasiona una amnesia que le hace olvidar su origen saiyajin. Gohan se hace cargo del pequeño hasta su muerte algunos años después, tras lo cual el niño queda desamparado. Poco después conoce a Bulma, una joven que busca las Dragon Balls, siete esferas mágicas que al reunirlas permiten llamar al dragón Shenlong, una criatura capaz de concederle cualquier deseo al responsable de juntar todas las esferas. Gokū decide acompañar a Bulma en su búsqueda, donde ambos conocen a otros personajes como Oolong, Yamcha y Puar, así como al villano Pilaf que también quiere las Dragon Balls para «conquistar el mundo». Para mejorar sus habilidades de combate y participar en un torneo de artes marciales denominado Tenkaichi Budōkai, el protagonista entrena con Kame Sennin, un anciano maestro de artes marciales que le enseña varias técnicas, entre las cuales destaca el Kame Hame Ha. En su entrenamiento Gokū conoce a Krilin, otro alumno de Kame Sennin quien acompaña al saiyajin en otras varias aventuras y a Ten Shin Han.
Conforme transcurre la serie, Gokū se enfrenta a otros antagonistas como el ejército Red Ribbon, Tao Pai Pai y Piccolo Daimaō, y continúa su entrenamiento con otros maestros como Karin y Kamisama, dios de la Tierra y creador de las Dragon Balls. Se casa con Chi-Chi, con quien tiene dos hijos: Gohan y Goten. No es sino hasta la aparición en la Tierra de los otros guerreros saiyajin, y del propio Freezer, que Gokū se entera de su pasado. En su afán por proteger a la humanidad se enfrenta a estos y los derrota. Este mismo ideal lo lleva a combatir luego a otros enemigos, entre los cuales sobresalen el androide Cell y la criatura Majin Boo Es ayudado por otros personajes como Piccolo, Vegeta o Trunks; obteniendo enseñanzas de seres espirituales como Kaiō Sama, que le instruye con las técnicas Genkidama y Kaiō Ken; y Kaiō Shin del Este. Tiempo después se entera de que existen otros seres poderosos que rigen el universo, como Bills, el dios de la destrucción, así como otros tipos de Dragon Balls con mayor poder que las originales: las «Dragon Balls definitivas» —cuya ubicación le lleva a recorrer el espacio exterior junto con Trunks, su nieta Pan y el robot Giru, que les lleva a enfrentarse a un nuevo enemigo llamado Baby y a combatir a dragones perversos— y las «Super Dragon Ball» que poseen cada una el tamaño de un planeta. Al final de Dragon Ball GT, debido a que las Dragon Balls originales acumulan un alto nivel de «energía negativa» en su interior, debido a su uso constante en la Tierra, Gokū parte sin rumbo junto con Shenlong para mantener equilibrada la energía de las esferas. Su cuerpo se desvanece al mismo tiempo que desaparecen las Dragon Balls.

## Aspectos de la serie
Una parte importante del argumento de Dragon Ball ocurre en el planeta Tierra (地球 Chikyū?). Toriyama concibió el universo de su obra como una «gran esfera» dividida en dos sectores: en el inferior habitan los seres vivos («reino de los vivos»), mientras que en el superior está el «más allá» (あの世 Anoyo?), aquel lugar al que se dirigen los personajes después de su muerte, así como hogar de ciertos espíritus y deidades. En medio de los dos sectores se encuentra el infierno (地獄 Jigoku?), destino de aquellos seres malignos cuando fallecen. Pueden distinguirse cuatro cuadrantes en el reino de los vivos, cada uno de los cuales está regido por un ser divino conocido como Kaiō (界王 Kaio?). A su vez existen otros seres más poderosos que supervisan a los Kaiō, los Kaiō Shin (界王・界王神 Kaio Shin?), considerados como «dioses de la creación». En contraparte, existen los «dioses de la destrucción» que tienen como objetivo exterminar la vida para garantizar así un balance en el universo. Hay una docena de universos; la Tierra se encuentra en el séptimo, ubicado en la región noreste del cosmos. Es gobernada por el dios Kamisama (神様 Kami-sama?) —creador de las Dragon Balls terrestres—, que es supervisado por Kaiō del Norte.
Otros lugares notables en Dragon Ball son el Planeta Vegeta (惑星ベジータ Wakusei Bejīta?) de donde provienen los saiyajin (サイヤ人?), guerreros con una fuerza sobrehumana y habilidades de combate; Namek (ナメック星 Namekku-sei?), de donde proviene Kamisama y en el cual existen otras Dragon Balls creadas por Saichōrō, su gobernante; o el planeta pequeño donde habita Kaiō del Norte, ubicado en el más allá (Originalmente un planeta de proporciones normales, pero encogido por el dios destructor Bills). En la Tierra habitan seres con características idénticas a los humanos, que en algunos casos son más débiles que los saiyajin y otras razas alienígenas, además de criaturas antropomorfas parlantes —por ejemplo Oolong y Puar— y dinosaurios, al igual que organismos artificiales conocidos como androides (人造人間 jinzōningen?). Aquí se encuentra la Torre de Karin (カリン塔 Karin-tō?), donde habita el maestro Karin y que se conecta con el Palacio de Kamisama (神様の神殿 Kamisama no Shinden?), hogar del dios de la Tierra, al igual que la sede del torneo Tenkaichi Budōkai (天下一武道会?), en donde participan los guerreros más fuertes del mundo. Los acontecimientos del anime Dragon Ball GT, cuyo argumento no fue escrito por Toriyama, ocurren en su mayoría en el espacio exterior y en otros planetas que no aparecen en el manga. De forma similar, otros universos y sus habitantes son descritos en el anime Dragon Ball Super.
Los principales objetos en la serie son las Dragon Balls, siete esferas de color anaranjado con un número distinto de estrellas rojas cada una en su interior. Existen cuatro tipos diferentes: las terrestres, las del planeta Namek, las definitivas —estas últimas aparecen únicamente en Dragon Ball GT— y las «Super Dragon Ball» —que aparecen en Dragon Ball Super—. Cuando todas son reunidas, permiten convocar a un dragón mágico diferente —Shenlong (神龍?), Polunga (ポルンガ Porunga?), Shenlong Rojo (赤いシェンロン Akai Shenron?) y Super Shenlong (超神龍?) respectivamente—, que puede cumplir uno o más deseos al responsable de reunir las esferas. Si bien los sucesos originales tratan sobre la búsqueda de estos objetos, conforme transcurre Dragon Ball su trama se va centrando en la lucha de los guerreros Z —Gokū y sus amigos— contra otros seres que anhelan conquistar el planeta, destruirlo o exterminar a los saiyajin supervivientes a la destrucción del planeta Vegeta. Uno de los principales elementos de la serie es el combate: además del enfrentamiento con el cuerpo, también es posible que los personajes desarrollen poderes y técnicas especiales. Algunas de las más importantes son el Kame Hame Ha (かめはめ波?), enseñada a Gokū por Kame Sennin; el Kaiō Ken (界王拳?), capaz de incrementar la energía corporal —conocida como Ki (気?)—; y la Genkidama (元気玉?), una esfera de energía con capacidad destructiva. Algunos personajes pueden recurrir a la transformación física para adquirir una mayor energía o velocidad, como es el caso de los saiyajin —que pueden llegar a más de cuatro niveles de transformación; o de villanos como Freezer, Cell y Majin Boo. En otros casos, los personajes pueden recurrir a la fusión física para combinar su energía y obtener más poder.

## Personajes principales

### Saiyajin
- Gokū (孫悟空 Son Gokū?): El protagonista de Dragon Ball; un saiyajin, también llamado Kakarotto (カカロット?), que es enviado a la Tierra para exterminar a la humanidad, como parte del plan conquistador de Freezer. Es criado como un humano por Son Gohan. Desde su infancia se involucra en la búsqueda de las Dragon Balls junto con Bulma, Yamcha, Oolong y Puar. Con el paso de los años adquiere mayor fuerza y aprende técnicas útiles para derrotar a enemigos que tratan de acabar con los últimos saiyajin, la Tierra y sus habitantes, o que quieren reunir las esferas para pedir deseos malignos. Tiene dos hijos, Goten y Gohan. En la versión original en japonés, Masako Nozawa interpreta vocalmente al personaje en las adaptaciones audiovisuales del manga.[44]

- Vegeta (ベジータ Bejīta?): Era el príncipe heredero del planeta Vegeta. Freezer lo engaña sobre el destino de su planeta y le pide su apoyo para continuar con sus planes de conquista. Años después del arribo de Gokū a la Tierra, Vegeta llega allí mismo junto con Nappa para encontrar las Dragon Balls y pedir un deseo para volverse inmortal. Debido a que Freezer también se entera del poder de estos objetos y desea la vida eterna, Vegeta comienza una rivalidad con este y los miembros de su organización, ayudando finalmente a Gokū a enfrentarse al villano. A lo largo de la serie, Vegeta expresa su intención de sobrepasar el poder de Gokū. En Japón, el actor Ryō Horikawa interpreta al personaje.[44]

### Saiyajin híbrido
- Gohan (孫悟飯 Son Gohan?): Es entrenado por Piccolo cuando apenas es un niño. Participa en varios enfrentamientos contra villanos que buscan exterminar a la humanidad y es el responsable de la derrota del androide Cell. Se casa con Videl y ambos tienen una hija, Pan. Al igual que con Gokū, Nozawa prestó su voz al personaje en japonés.[44]

- Trunks (トランクス Torankusu?): Aparece originalmente como un joven guerrero proveniente del futuro, cuya misión es advertirle a los guerreros Z del surgimiento de unos androides creados por el Dr. Gero, cuyo objetivo es matar a Gokū. Tras ayudar a los protagonistas en su lucha contra estos seres malignos, regresa a su época original. En la cronología normal de la serie, Trunks aparece como un niño que se enfrenta con Goten al malvado Majin Boo. Posteriormente es uno de los protagonistas de Dragon Ball GT. En la versión japonesa del anime es interpretado por Takeshi Kusao.[44]

### Humanos
- Krillin (クリリン Kuririn?): Amigo de Gokū, al que conoce durante el entrenamiento con Kame Sennin. Forma parte de los guerreros Z e interviene en varios enfrentamientos con los distintos villanos que planean invadir la Tierra. La interpretación del personaje en la adaptación anime recayó en Mayumi Tanaka.[44]

- Bulma (ブルマ Buruma?): Se encuentra con Gokū cuando es una adolescente y ambos comienzan la búsqueda de las esferas del dragón con ayuda del radar del dragón de la Corporación Cápsula, un dispositivo que ella misma creó y que es capaz de localizar la ubicación de las esferas mágicas. Es esposa de Vegeta y madre de Trunks y Bra. En la versión japonesa del anime era interpretada por Hiromi Tsuru.[44]

- Kame Sennin (亀仙人 Kamesennin?), también conocido como «Muten Rōshi»: es un instructor de artes marciales que vive en una pequeña isla junto con una tortuga parlante. Entrena a Gokū y a Krilin cuando ambos son niños y les enseña la técnica del Kamehameha que él mismo inventó. Le obsequia a Gokū una nube voladora que le sirve al protagonista para trasladarse a distintos lugares en poco tiempo. Sus actores de voz en japonés son Kōhei Miyauchi e Hiroshi Masuoka.[44]

- Yamcha (ヤムチャ Yamucha?): Aparece por primera vez como un bandido que busca robarle las Dragon Balls a Gokū y Bulma y que habita en un lugar desértico, acompañado de Puar, una criatura de color azul que vuela y puede adoptar diversas formas físicas. Sin embargo, se vuelve amigo de ambos y les ayuda en la búsqueda de las demás Dragon Balls. Luego se integra al equipo de los guerreros Z. Fue novio de Bulma. Es interpretado en japonés por Tōru Furuya.[44]

### Otros
- Ten Shin Han (天津飯 Tenshinhan?): Aparece originalmente como rival de Gokū y de Kame Sennin, al ser alumno del maestro Tsuru Sen'nin, en la segunda edición del Tenkaichi Budōkai en la que participan los protagonistas de Dragon Ball. Poco después se integra a los guerreros Z. Suele estar acompañado de su amigo Chaozu. Es interpretado por Hirotaka Suzuoki en la versión japonesa del anime.[44]

- Androide número 18 (人造人間18号 Jinzō'ningen Jūhachigō?): Llamada en el doblaje en castellano C18, (la letra C hace referencia a Cyborg) es la hermana gemela del Androide Número 17 y una Bio-Androide creada a partir de una base humana por el Dr. Gero con el único fin de destruir a Son Gokū. Esta bio-androide se une posteriormente a los Guerreros Z y termina siendo la esposa de Krilin con quien tendrá una hija, Márron. Se la considera una bio-androide, por ser humana con modificaciones. Su primera aparición fue en el capítulo 132 de Dragon Ball Z (Saga de los androides).

- Piccolo (ピッコロ・ジュニア Pikkoro Junia?): Aliado de Gokū y sus amigos, a pesar de haber sido engendrado por el malvado Piccolo Daimaō. Para convertirse en dios de la Tierra, Kamisama separó de su espíritu la parte malvada, que vino a ser Daimaō. Dado tal vínculo, si uno de los dos muere, el otro también lo haría. Piccolo proviene de la raza que habitaba el planeta Namek. Es interpretado vocalmente en japonés por Toshio Furukawa.[44]

- Freezer (フリーザ Furīza?): Es un ser que se encarga de conquistar planetas para venderlos. Es el responsable de la masacre de la raza saiyajin y uno de los grandes antagonista de la serie. Llega a Namek dispuesto a encontrar las Dragon Balls de ese planeta con las cuales busca la inmortalidad. Es derrotado por Gokū, aunque después reaparece con algunas partes del cuerpo reemplazadas por prótesis robóticas. Trunks del futuro se encarga de vencerlo de forma definitiva. Su actor de voz en japonés es Ryūsei Nakao.[44]

- Cell (セル Seru?): Es otro de los enemigos de Gokū y uno de los androides creados por el Dr. Gero, científico que previamente había trabajado con el ejército Red Ribbon al que se enfrentó Gokū cuando era niño, para vengarse del saiyajin. Es creado a partir de las células de distintos personajes, como Gokū, Piccolo e inclusive Freezer, lo cual le permite utilizar técnicas como el Kamehameha. Al igual que este último, es capaz de adoptar distintas transformaciones físicas para incrementar su poder. Para determinar el destino de la humanidad, convoca a un torneo similar al Tenkaichi Budōkai en el que es derrotado por Gohan. En el anime, la actuación de voz en su idioma original recayó en Norio Wakamoto.[44]

- Majin Boo (魔人ブウ Majin Bū?): Es un ser creado por el hechicero Bibidi mucho tiempo antes de los acontecimientos relatados en Dragon Ball, con el objetivo original de destruir todo a su alrededor. Su creador lo mantuvo encerrado con el fin de conquistar la Tierra con su ayuda. Finalmente, Babidi (hijo de Bibidi) consigue liberarlo, pero es asesinado por la creación de su padre. Luego se vuelve amigo de Mr. Satán, un humano que practica las artes marciales, y como consecuencia de este vínculo afectivo la criatura se separa de su lado malvado, de forma similar a lo que ocurriese con Kamisama y Piccolo. Este ser perverso es quien se enfrenta a Gokū, que lo derrota con ayuda de una Genkidama. Al igual que Freezer y Cell, Majin Boo pasa por varias transformaciones físicas durante su combate. Su lado perverso reencarna en Oob, a quien Gokū entrena al final de Dragon Ball Z. En la adaptación anime es interpretado por Kōzō Shioya.[44]

## Temáticas
Dragon Ball trata básicamente sobre la lucha entre el bien y el mal. Al principio, algunos de los personajes quieren reunir las siete Dragon Balls para pedir algún deseo personal, pero se enteran de que dichos objetos también son buscados por otros con fines malignos, lo cual les lleva a enfrentarse a ellos en más de una ocasión. Posteriormente aparecen adversarios más poderosos que los anteriores, con objetivos como conquistar la Tierra o exterminar a la humanidad; de tal forma que en la trama abundan varios elementos característicos de la ciencia ficción. Gokū y sus amigos representan el bien e intentan erradicar el mal con ayuda de las Dragon Balls y otros objetos mágicos, sin que la muerte represente un obstáculo definitivo para ellos, ya que pueden revivir con ayuda de dichos objetos.
Uno de los valores que trata es la amistad, toda vez que varios de los deseos que los protagonistas piden al juntar las esferas son para revivir a amigos que murieron. Además Gokū siempre acude a ayudar a sus amigos cuando estos están en peligro. El protagonista ofrece una imagen de «redención y esperanza» así como de crecimiento personal al incrementar su poder de manera notable conforme transcurre la serie: «Gokū lucha para mejorar y desarrollar sus habilidades porque le hace sentirse más fuerte y feliz [...] Busca enemigos más fuertes para obligarse a mejorar y probar que es mejor que antes, no para ratificar su existencia e invalidar la de sus oponentes». Esto último, queda ejemplificado en las diferentes ocasiones en que el personaje se emociona al conocer a un enemigo desafiante o como cuando, poco antes de derrotar a Majin Boo, él le dice: «[Majin Boo] Eres un ser increíble, diste lo mejor de ti y por eso te admiro. Pasaste por varias transformaciones, fuiste tan poderoso que todos nosotros te odiamos.. [...] te estaré esperando para pelear, yo también entrenaré, entrenaré mucho para volverme más fuerte. Adiós Majin Boo». A grandes rasgos, la serie da a entender que cualquiera puede superarse y lograr sus objetivos, siempre y cuando uno se esmere constantemente en lo que hace o anhela, y que hay que «enfrentarse a los problemas en lugar de huir de ellos». De igual forma, supone que si hay un manejo apropiado de la ira, cabe la posibilidad de usarla como «herramienta motivacional» para esforzarse más, como ocurre cuando los saiyajin usan este sentimiento para adquirir más poder y determinación en sus combates. Y explica que la maldad puede llegar a convertirse en bondad, tal y como ocurre con algunos personajes de la serie como Vegeta.
La serie también posee varias referencias a temas sexuales. Estos abundan especialmente en la primera parte de la obra; por ejemplo, Oolong está enamorado secretamente de Bulma y suele pensar de manera pervertida estando cerca de ella, mientras que Kame Sennin presenta recurrentes hemorragias nasales cuando se excita al ver o pensar en mujeres desnudas. Este tipo de alusiones provocó controversia y censura de varias escenas del anime a lo largo de su transmisión fuera de Japón.

## Producción

### Antecedentes
Antes de Dragon Ball, Akira Toriyama trabajó en Dr. Slump, un manga protagonizado por Arale Norimaki, una niña robot y su creador Sembei Norimaki, cuyo argumento relata sus vivencias y las de los habitantes de la aldea Pingüino. Fue publicado originalmente entre 1980 y 1984.
En ese entonces, Toriyama estaba fascinado con las películas del actor Jackie Chan, en especial El maestro borracho (1978); Kazuhiko Torishima le propuso crear un manga de kung fu con elementos del género shōnen. Tras haberse reunido con su editor Torishima para discutir ideas sobre sus nuevos proyectos, Toriyama creó Dragon Boy, que a diferencia de Dr. Slump contiene más elementos del género de acción. Este manga de un solo capítulo, publicado en 1983, trata sobre las aventuras de un niño llamado Tanton y de sus amigos durante su viaje al «país de la Flor».

### Trama y elementos narrativos
En Dr. Slump Toriyama había imaginado una historia con elementos de la cultura occidental, por lo que en esta ocasión quiso desarrollar una ambientada en la cultura oriental, específicamente la de China, al igual que hizo con Dragon Boy. Para inspirarse escogió como material de consulta a la novela china Viaje al Oeste. Esta narra las vivencias de Sun Wukong —un personaje con rasgos físicos reminiscentes de un mono, razón por la que es apodado «rey mono»— y cuatro amigos suyos —uno de ellos con cabeza de cerdo— mientras buscan unos escritos budistas sagrados con la intención de traerlos consigo de vuelta a China. El rey mono, conocido en Japón como «Son Gokū», viaja sobre una nube que le permite recorrer trayectos largos en poco tiempo, puede adquirir varias formas físicas, posee un bastón indestructible que puede extenderse y es practicante de artes marciales. Todas estas características están presentes también en el protagonista de Dragon Ball. Otra similitud entre ambas obras recae en la cantidad de amigos que acompañan al protagonista en su aventura inicial y los rasgos de algunos de ellos.
Para las escenas de combate, Toriyama se basó en algunas películas de Jackie Chan, e introdujo movimientos propios del kung fu por sugerencia de Torishima. Poco después agregó el concepto de las Dragon Balls, un conjunto de siete esferas que al estar reunidas permiten convocar a un dragón que concede deseos. Su intención era proporcionarles un objetivo principal a los protagonistas —la localización de estas esferas—, análogo a la búsqueda de los escritos budistas de Viaje al Oeste. Al principio Toriyama desconocía qué deseo iban a pedir los personajes una vez que encontraran al dragón; de hecho tenía pensado terminar la historia en ese momento, o hasta que se cumpliera un año de la publicación del manga. El éxito de su obra fue algo inesperado para el mangaka: «Francamente, no comprendo cómo pasó [el éxito]. Cuando el manga estaba siendo publicado, lo único que me hacía seguir dibujando era fomentar que los niños de Japón fueran felices [... busco que Dragon Ball] represente una forma de entretenimiento que se transmita de generación en generación. Me atrevo a decir incluso que no me interesa si alguna de mis obras deja algún legado, solo me interesa que [logren] entretener a los lectores».
Torishima era consciente de que Dragon Ball podía cobrar una mayor notoriedad en el mercado y por ello le sugirió a Toriyama que profundizara en su protagonista, Gokū, pues le parecía que era «muy simple». Finalmente Toriyama introdujo el torneo de artes marciales, un concepto de competición similar a otros que ya había usado en Dr. Slump y que habían resultado del agrado de sus seguidores. Como muchos hubieran pensado que el campeón del torneo debía ser Gokū, el mangaka prefirió que otro personaje fuera el campeón para sorprender a los seguidores de su obra. Para el siguiente episodio escogió como fuente de inspiración al videojuego Spartan X. De ahí surgió la idea del ejército Red Ribbon al que se enfrenta el joven saiyajin y que anda buscando también las Dragon Balls. También la «Muscle Tower» estuvo basada en el sistema de juego de Spartan X; en este edificio, Gokū se enfrenta a varios rivales, cada uno de los cuales resulta ser más fuerte que el anterior. Para los siguientes volúmenes, Toriyama quería crear a un personaje «verdaderamente maligno», ya que en su opinión todos los enemigos a los que había vencido Gokū hasta entonces tenían «algún aspecto con el que simpatizaban [los seguidores de Dragon Ball]». Kazuhiko Torishima, editor de Toriyama, estuvo de acuerdo con que Dragon Ball no tuviese un gran villano y le contó al autor la historia del emperador romano Nerón. Fue así como surgió el villano Piccolo Daimaō.
Toriyama continuó diversificando la trama a través de la incorporación de elementos de ciencia ficción y sentai, como personajes y escenarios alienígenas por ejemplo. Uno de estos personajes fue Freezer, al cual el autor concibió durante la burbuja financiera e inmobiliaria japonesa como representante del «especulador número uno del universo», que en su opinión era «la peor clase de personas [que podía haber]». Los nombres de varios de estos nuevos personajes eran un calambur: los saiyajin derivaban de nombres de verduras, mientras que Freezer provenía del término inglés «congelador». Por primera vez desde la aparición del manga, Toriyama exploró los orígenes de Gokū, al que originalmente no concibió como un ser extraterrestre. Esta idea se le ocurrió cuando creó a Vegeta y los demás personajes saiyajin. Posteriormente incluyó el concepto de los viajes en el tiempo en la trama. Aproximadamente en este período, pensó en reemplazar a Gokū por su hijo Gohan como el personaje principal de Dragon Ball, sin embargo, «[después de] compararlo con Gokū, sentí que [Gohan] no era adecuado para ese rol». Cabe agregar que el personaje favorito del mangaka es Piccolo. A partir de la saga de Majin Boo se introduce el concepto de agujero de gusano, suceso apreciable en dicha saga y en Dragon Ball GT.

### Diseño de personajes y escenarios
El diseño de varios de los lugares de Dragon Ball provino de la estructura de algunos edificios de China, así como de fotografías de otros lugares que su esposa había adquirido previamente. Por ejemplo, la isla en donde se lleva a cabo el torneo de las artes marciales guarda semejanzas con Bali, en Indonesia, a donde habían acudido antes Toriyama y su esposa.
Al momento de crear a los personajes, un aspecto importante para Toriyama fue su estatura: dibujó a los personajes más poderosos de menor tamaño, contrario a lo que él veía como un convencionalismo en donde se suponía que los personajes más poderosos debían ser más grandes. Antes de dibujarlos, Toriyama se imaginó cuál era su biografía y su tipo de personalidad. Normalmente comenzaba trazando el rostro y luego continuaba con la vestimenta. En cuanto a Gokū, reveló que le resultaba más complicado dibujarlo cuando este era un niño, sobre todo durante las escenas de combate. Quería que los personajes femeninos lucieran como una mujer «hermosa, sexy [...y] fuerte», una labor más compleja que la de dibujar a los personajes masculinos, motivo por el cual optó por agregar pocas mujeres en la trama. De manera similar, notó que era más fácil situar los combates en escenarios inhabitados y carentes de edificios, ya que de lo contrario debía poner más detalle a los elementos destruidos en otro tipo de escenarios. Para colorear las imágenes utilizó una tinta conocida como «Luma», que le permitió iluminar superficies extensas en poco tiempo y con menor esfuerzo. Los colores de la vestimenta de Gokū provienen de la ropa usada por los monjes budistas que viven en China. Por otra parte, a manera anecdótica, Torishima no estaba satisfecho con los androides 19 y 20. Como solución, Toriyama creó a 17 y a 18. Sin embargo, estos tampoco le agradaron lo suficiente al editor, razón por la cual surgió Cell. Este a su vez no le gustó al principio a otro de sus editores, Yū Kondō, quien pensaba que el personaje lucía un aspecto «feo». A partir de la segunda mitad de la obra, Toriyama empezó a interesarse más en la historia que en la calidad del dibujo. Esto se vio reflejado en el trazo de líneas más delgadas e imágenes encuadradas. Algunos fanáticos le expresaron su inconformidad a través de cartas. No obstante, el creador de Dragon Ball ignoró las quejas, ya que, en su opinión, tratándose de un manga de acción, era irrelevante ser detallista en cada dibujo. Su principal interés era «dar a conocer una historia no convencional y contradictoria».

### Técnicas de combate y poderes
Originalmente las técnicas y poderes no tendrían nombre, pero por recomendación de Torishima, Toriyama decidió otorgarles una denominación distintiva. La única que no tituló él fue la del Kame Hame Ha, nombrada en cambio por su esposa. Algunas de las técnicas más utilizadas son la de volar —Bukūjutsu— y la de teletransportación —Shunkan Idō—. Las transformaciones físicas de Gokū es algo en lo que pensó después de introducir el concepto del Supersaiyajin. Dado que estas eran incitadas por el coraje del personaje, el rostro debía lucir maligno durante la transición. La fusión es otro concepto que añadió a partir de una conversación que tuvo con su amigo Masakazu Katsura, quien le ayudó a pensar en una transformación que fuese superior a la del supersaiyajin.

## Contenido de la obra

### Manga
La editorial Shūeisha comenzó a publicar Dragon Ball el 3 de diciembre de 1984, en la revista de manga Shūkan Shōnen Jump de tiraje semanal. Después de más de una década y un total de 519 capítulos recopilados en 42 volúmenes tankōbon, el último capítulo salió a la venta el 5 de junio de 1995. La conclusión se debió a que Toriyama se sentía exhausto y quiso dejar de dibujar por algún tiempo. Kazuhiko Torishima, Yū Kondō y Fuyuto Takeda fueron los responsables de la edición del contenido.
Shūeisha ha reeditado a Dragon Ball en diferentes ocasiones. En diciembre de 2002 lo recopiló en un formato especial denominado kanzenban —«edición perfecta»—, en el cual condensó el material original en 34 volúmenes, e incluyó una modificación leve en el final, así como portadas e ilustraciones nuevas. Más de una década después, en febrero de 2013, la editorial puso a la venta otra edición con ilustraciones a todo color en la que omitió las aventuras de Gokū cuando era niño para centrarse en la trama de los guerreros Z. De manera simultánea, apareció la primera edición digital en el sitio web oficial de Shūeisha.
Además de las publicaciones anteriormente citadas, la editorial ha distribuido la obra de Toriyama en otro tipo de ediciones, como la de su línea Shueisha Jump Remix, una revista que retoma series antiguas de la compañía. Un rasgo característico de esta edición es que, a diferencia de Shūkan Shōnen Jump que contenía diferentes mangas en una sola publicación, en esta nueva revista se editó un título por cada tomo lanzado y no retomó el contenido original del manga, sino que se centró en la adaptación al manga de las diversas películas animadas que hasta entonces habían sido producidas. En total, tuvo diez volúmenes. Previamente, la editorial ya había publicado entre 1992 y 2010 algunas ediciones impresas basadas en las películas y en los especiales televisivos de la serie, que en 2009 comenzaron a distribuirse en formato kanzenban. Al igual que estas últimas publicaciones, existe una línea de manga que consiste en una adaptación de la serie anime producida por Toei Animation que comenzó a comercializarse a partir de 2005. Una edición orientada al mercado infantil consistente en otra adaptación del anime estuvo disponible entre 1994 y 1995.
En Estados Unidos, Viz Media posee los derechos de distribución del manga. A diferencia de la publicación original en japonés, la edición estadounidense se tituló Dragon Ball Z entre los volúmenes 17 y 42, para guardar concordancia con la adaptación anime y evitar confusión en sus lectores. La distribución original era de un solo capítulo por mes; a partir de 2000, la editorial comenzó a compilarlos en formato de novela gráfica. Ese mismo año, Viz comenzó a censurar algunos elementos de la serie a manera de «concesiones», debido a quejas de padres de familia. Estas modificaciones contaron con la aprobación de Shūeisha y del propio Toriyama, que inclusive les aconsejó por ejemplo ocultar los genitales de Gokū con objetos, en vez de borrarlos. En 2001, más de 10 000 fanáticos le solicitaron a Viz que dejase de censurar la obra. La editorial accedió y al año siguiente relanzó la serie con una nueva clasificación por edades, esta vez para un público mayor de 13 años de edad. En otros países, el manga ha sido publicado igual que el tiraje de Viz Media, es decir separando el contenido en Dragon Ball y en Dragon Ball Z; en Reino Unido, el material es distribuido por diferentes editoriales, como Gollancz Manga y Viz; en Australia y Nueva Zelanda bajo el sello editorial Madman Entertainment; Glénat Editions en Francia; Editions Star Comics en Italia; Carlsen Comics en Alemania y Dinamarca; Glénat Benelux en los Países Bajos; Comix-ART en Rusia; Japonica Polonica Fantastica en Polonia; Conrad en Brasil; Bonnier Carlsen en Suecia; China Children Press & Publication Group y Tong Li Publishing en China; Grupo Editorial Vid y posteriormente Panini Cómics en México, Editorial Ivrea en Argentina; y Planeta DeAgostini en España. Cabe señalar que fue España el primer país de Occidente en donde comenzó a distribuirse Dragon Ball.

#### Derivados ycrossovers
En 1999, Toriyama creó Nekomajin, una serie breve que constituye una parodia de Dragon Ball y que fue publicada de manera esporádica en las revistas Shūkan Shōnen Jump y Gekkan Shōnen Jump. Su último capítulo apareció en 2005. En abril de ese mismo año todos los capítulos se recopilaron en una edición kanzenban. Al año siguiente, para conmemorar el trigésimo aniversario de la publicación original de Kochira Katsushika-ku Kameari Kōen Mae Hashutsujo, salió a la venta una edición especial titulada Super Kochikame, que incorporó a personajes de otros mangas a manera de crossover, entre ellos de Dragon Ball, específicamente en el capítulo «This is the Police Station in front of Dragon Park on Planet Namek» —«Esta es la estación de policía enfrente del parque de Dragón en el planeta Namek»—. En esta producción colaboraron Toriyama y Osamu Akimoto. También en 2006 apareció un crossover entre Dragon Ball y One Piece, en la que estuvieron involucrados los autores de ambas obras. El capítulo especial lleva por nombre Cross Epoch.
En 2009 salió a la venta una adaptación del OVA Ossu! Kaette kita Son Gokū to nakamatachi!!, ilustrada por Naho Ōishi y publicada en V Jump. Ōishi también se encargó de la producción de Dragon Ball SD, lanzada por primera vez en 2010 en la revista Saikyō Jump, cuya narrativa se extendería por varios capítulos que relatan las aventuras de Gokū cuando era niño, aunque con algunos detalles visuales modificados en un estilo artístico conocido como super deformed. A mediados de 2011, Ōishi participó en la producción de Dragon Ball: Episodio de Bardock, que constó de tres capítulos publicados en V Jump, y que continúa la historia relatada en el especial televisivo de 1990 sobre el padre de Gokū. Con tal de promocionar la cinta La batalla de los dioses, Ōishi también estuvo a cargo de una adaptación en manga de la película, que se publicó en abril de 2013 en Saikyō Jump. A partir de septiembre de 2012, V Jump incluyó de manera similar una serie manga de breve duración para promocionar el juego Dragon Ball Heroes.

### Anime
La historia de Dragon Ball ha sido adaptada al anime en distintas ocasiones y en distintos formatos comenzando con la serie original, Dragon Ball en 1986 hasta Dragon Ball Super en 2018. A esto hay que sumarle OVAs, especiales televisivos y películas de cine.

#### Dragon Ball

Logotipo de Dragon Ball.

Toei Animation produjo la adaptación al anime de Dragon Ball, cuya animación estuvo a cargo de Studio Live, Astroimpact, Inc, Bird Studio y Shūeisha, dirigida por Daisuke Nishio y Minoru Okazaki y musicalizada por Shunsuke Kikuchi. Varios de los integrantes del equipo de producción habían colaborado antes con Toriyama en Dr. Slump. El mangaka colaboró en la producción como asistente en el diseño e iluminación de los personajes. Fuji Television transmitió originalmente el anime de 153 episodios en total, basados en la primera parte del manga que narra las aventuras de Gokū en su infancia, desde el 26 de febrero de 1986 hasta el 19 de abril de 1989.
El reparto de voces para los personajes principales incluyó a Masako Nozawa como Gokū, Hiromi Tsuru como Bulma, Kōhei Miyauchi como Kame Sennin, Mayumi Tanaka como Krilin, Tohru Furuya como Yamcha, Hirotaka Suzuoki como Ten Shin Han y Toshio Furukawa como Piccolo. Toriyama tuvo un rol decisivo en la selección de los actores de voz que interpretaron en la versión japonesa a los personajes principales, entre ellos Gokū y Krilin.
Al igual que ocurriera con el manga original, el anime fue objeto de censura por parte de las cadenas televisivas estadounidenses, como FUNimation Entertainment, que editaron varias escenas con contenido y lenguaje sexual, sangre o violencia, así como algunos diálogos con tal de que resultaran más apropiados para la audiencia occidental. El contenido original sin censura no estuvo disponible sino hasta el lanzamiento del anime en formato DVD. El tema generó controversia entre los seguidores de la obra de Toriyama, pues la censura obedecía mayoritariamente a estereotipos culturales de la sociedad americana, así como tabúes. El primer DVD de la serie se puso a la venta por primera vez en 2003, producido por Pony Canyon.

#### Dragon Ball Z

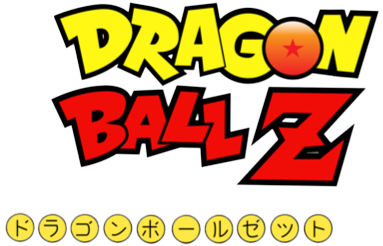
Logotipo de Dragon Ball Z.

La continuación de Dragon Ball que relata las aventuras de Gokū en su etapa adulta se estrenó el 26 de abril de 1989 en Fuji Television. Fue producida también por Toei Animation y animada por los mismos estudios que la serie predecesora. Nishio volvió como director, al igual que Kikuchi como responsable de la composición musical. Está basada en los 26 volúmenes del manga que no fueron cubiertos por el otro anime. Tuvo un total de 291 episodios y su transmisión concluyó el 31 de enero de 1996. El tema de apertura del anime es «Cha-La Head-Cha-La» (Exc. en la saga Boo, en donde se usó «WE GOTTA POWER» en su lugar).
Al elenco original de voces en japonés se sumaron actores como Ryo Horikawa en el rol de Vegeta, Takeshi Kusao como Trunks, Yūko Minaguchi como Videl, Ryūsei Nakao como Freezer, Norio Wakamoto como Cell y Kōzō Shioya como Majin Boo, entre otros.
Hay que añadir que el título del anime surgió como idea del propio Toriyama —el manga siempre se tituló Dragon Ball en todo su historial de publicación—, una vez que el equipo de producción del anime consultó con él un título para diferenciar a esta serie de la que relataba las aventuras de Gokū cuando era niño. El autor del manga pensó entonces en que probablemente la historia terminaría pronto, así que decidió añadir la última letra del alfabeto al título original, a manera de analogía para indicar que este sería el final de Dragon Ball.

#### Dragon Ball GT

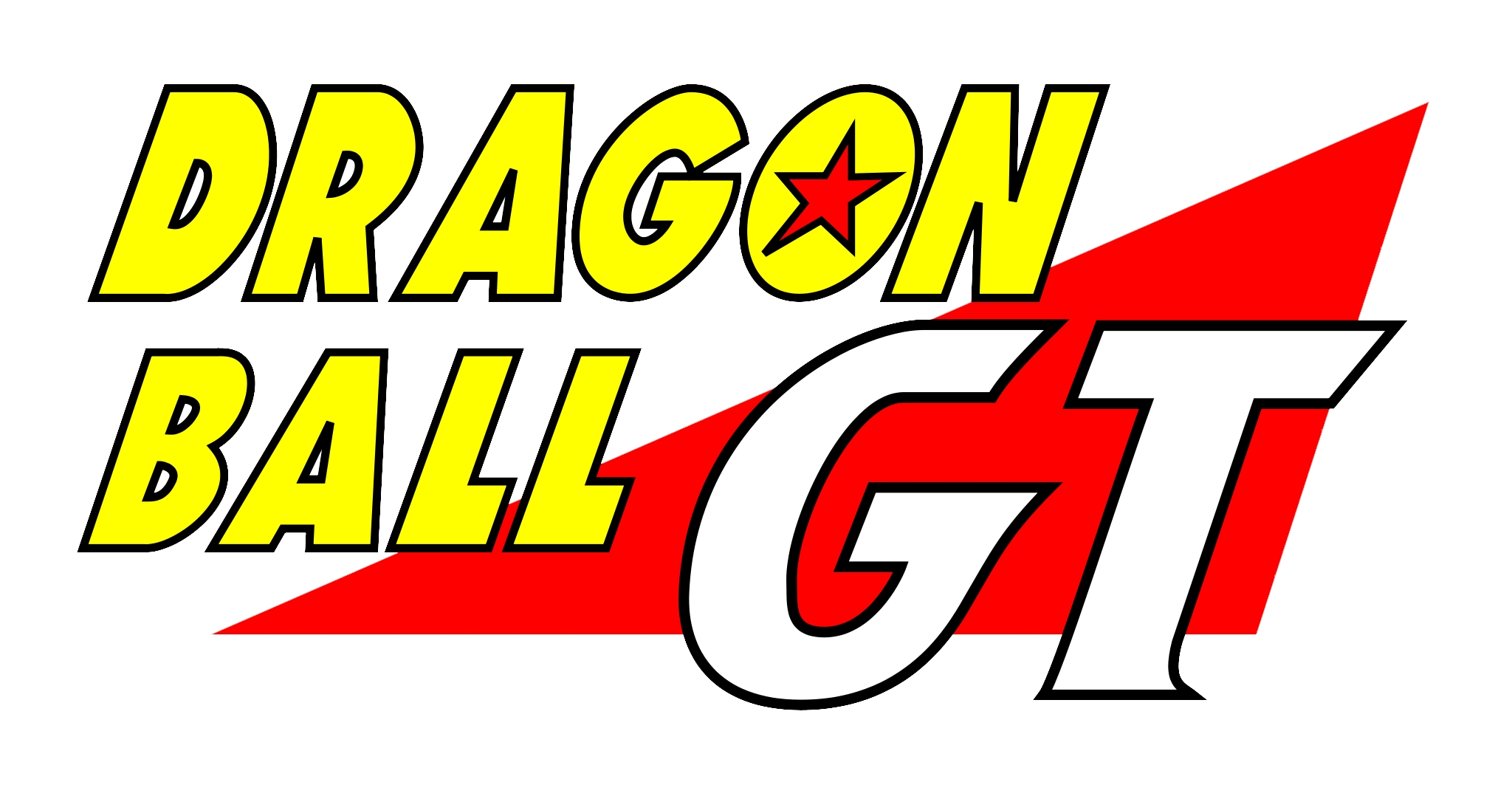
Logotipo de Dragon Ball GT.

Tras la culminación del manga y de Dragon Ball Z, ante la negativa del autor a continuar con la historia, Toei Animation produjo una serie original como continuación de Dragon Ball Z con el título de Dragon Ball GT, dirigida por Osamu Kasai, musicalizada por Akihito Tokunaga y transmitida por Fuji Television desde el 2 de febrero de 1996 hasta su conclusión el 19 de noviembre de 1997, después de un total de 64 episodios emitidos. El reparto de voces en japonés contó una vez más con Nozawa como Gokū y Kusao como Trunks, además de Yūko Minaguchi como Pan.
En esta versión no estuvo involucrado directamente Toriyama, aunque por solicitud de Toei Animation el autor de la serie diseñó al inicio del proyecto a los personajes principales y eligió las siglas «GT» para el título, que aluden al término «Grand Touring» —«El gran viaje»—. Toriyama se ha referido a ella textualmente como una «gran historia alternativa de Dragon Ball».

#### Dragon Ball Z Kai
Con motivo del vigésimo aniversario del manga, Toei Animation editó una nueva versión de Dragon Ball Z, titulada Dragon Ball Kai (ドラゴンボール改(カイ) Doragon Bōru Kai?, lit. «Dragon Ball revisado», también conocida como Dragon Ball Z Kai) que consiste en la remasterización en alta definición del material originalmente transmitido en los años 1990, con nuevas secuencias de apertura y de cierre, así como una nueva versión del doblaje. La primera parte de esta versión, que consta de 98 capítulos, fue transmitida por Fuji Television desde el 5 de abril de 2009 hasta el 27 de marzo de 2011, mientras que la segunda parte, con 69 capítulos, fue transmitida desde el 6 de abril de 2014 hasta el 28 de junio de 2015.

#### Dragon Ball Super

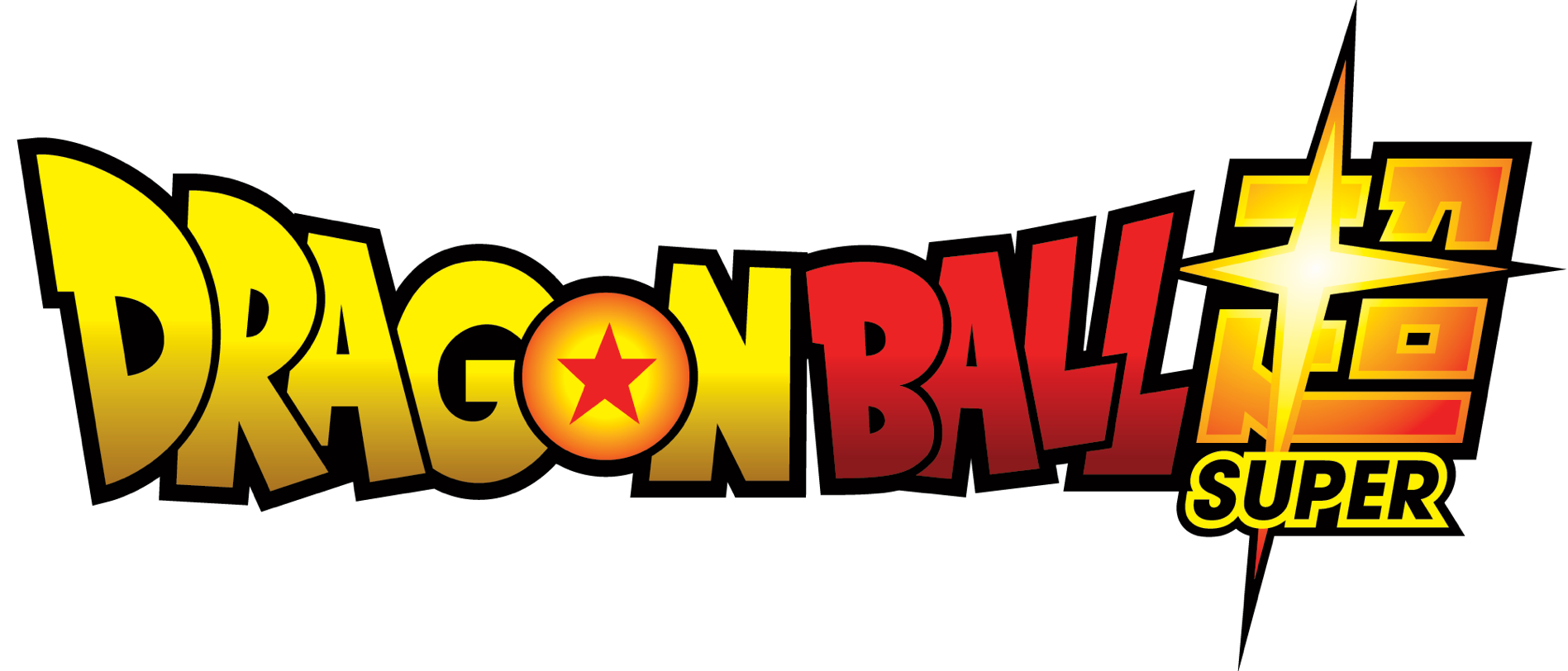
Logotipo de Dragon Ball Super.

A través de su sitio web oficial, Toei Animation anunció el 28 de abril de 2015 la producción de una nueva serie titulada Dragon Ball Super (ドラゴンボール超 Doragon Bōru Sūpā?), que se estrenó en Japón el 5 de julio del mismo año. Su trama continúa los sucesos relatados en Dragon Ball Z después de la Saga de Majin Boo. La serie es coproducida por Fuji TV y cuenta con la supervisión de Toriyama como encargado de la historia y diseñador de personajes. La serie finalizó el 25 de marzo de 2018, tras la emisión de 131 episodios.

#### Dragon Ball Daima

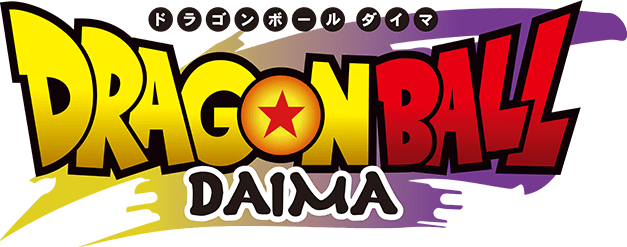
Logo de Dragon Ball Daima.

El 12 de octubre de 2023, durante la New York Comic Con, se anunció la serie Dragon Ball Daima, cuyos veinte episodios se estrenaron en Fuji TV entre el 11 de octubre de 2024 y el 28 de febrero de 2025. Toriyama se involucró profundamente en aspectos como la historia y los diseños, lo que resultó en su último gran proyecto concretado en vida. La trama sigue a Gokū y compañía por el Reino de los Demonios, en su misión de rescatar a Dende y devolver su cuerpo a la normalidad (tras haber sido convertido en infante con sus amigos) mientras pelea contra enemigos como el rey Gomā.
La plataforma Crunchyroll obtuvo la licencia de la serie en América del Norte, América Latina, Oceanía y algunos territorios de África y Sudeste Asiático.

### Especiales televisivos y animaciones originales
Han sido producidos distintos programas especiales para televisión que expanden el universo original de Dragon Ball. El primero, titulado Una solitaria batalla final ～El padre del guerrero Z Son Gokū quien se enfrentó a Freeza～ ((ドラゴンボールZ たったひとりの最終決戦～フリーザに挑んだZ戦士 孫悟空の父〜 Tatta Hitori no Saishū Kessen ～Furīza ni Idonda Zetto Senshi Son Gokū no Chichi～?), tuvo su estreno el 17 de octubre de 1990 en el canal Fuji TV, dirigido por Daisuke Nishio. Su trama consiste en una precuela de los acontecimientos relatados en Dragon Ball, al relatar las vivencias de Bardock —el padre de Gokū— y su enfrentamiento contra Freezer en un vano intento por evitar la masacre de los saiyajin. Esta producción inspiró a Naho Ōishi a dibujar el manga Dragon Ball: Episodio de Bardock, publicado a mediados de 2011, y sirvió de base para el cortometraje Dragon Ball: Episode of Bardock (2011), dirigido por Yoshihiro Ueda, que continúa los sucesos anteriores al relatar cómo Bardock, tras sobrevivir a la masacre de Freezer, se convierte en el legendario Supersaiyajin. En febrero de 1993 se transmitió ¡¡Resistencia a la Desesperación!! Los Últimos Súper Guerreros: Gohan y Trunks (ドラゴンボールＺ・絶望への反抗！！残された超戦士・悟飯とトランクス Dragon Ball Z: Zetsubō e no Hankō!! Nokosareta Chō Senshi - Gohan to Trunks?), dirigido también por Nishio, cuya trama está ambientada en un futuro alternativo donde Gohan y Trunks son los únicos guerreros Z supervivientes en la Tierra y deben derrotar a los androides 17 y 18. Posteriormente, en marzo de 1996 salió al aire otro especial basado en Dragon Ball GT y titulado Dragon Ball GT: 100 años después (ドラゴンボールGT 悟空外伝！勇気の証は四星球 Dragon Ball GT: Goku Gaiden! Yûki no Akashi wa Sûshinchû?). Su argumento es una continuación de los hechos ocurridos en Dragon Ball GT y se centra en Pan, la única guerrera Z superviviente y su nieto Gokū Jr.
Existen dos animaciones originales en vídeo: la primera, Dragon Ball Z: El plan para erradicar a los Saiyajin (ドラゴンボールＺ／外伝・サイヤ人絶滅計画 Dragon Ball Z Gaiden: Saiya-jin Zetsumetsu Keikaku?), contó con la dirección de Shigeyasu Yamauchi y se estrenó en agosto de 1994. Relata una aventura en la que un enemigo, resentido por la masacre de la raza Tsufurujin, intenta esparcir un gas con el que piensa acabar con la humanidad. La otra animación es una nueva versión de la anterior y lleva por título Dragon Ball: Super saiyajin zetsumetsu keikaku|Dragon Ball Z: El plan para erradicar a los supersaiyajin (ドラゴンボール 超サイヤ人絶滅計画  Dragon Ball: Super Saiyajin zetsumetsu keikaku?). Su estreno ocurrió en 2011, de forma simultánea al del videojuego Dragon Ball: Raging Blast 2. Adicionalmente, en 2008 se estrenó la animación original para Internet ¡Hey! ¡Vuelven Son Gokū y sus amigos! (ドラゴンボール オッス！帰ってきた孫悟空と仲間たち！！ Dragon Ball: Ossu! Kaette Kita Son Goku to Nakamatachi!!?), de un solo capítulo y dirigida por Yoshihiro Ueda para conmemorar el 40° aniversario de publicación de la revista Shōnen Jump. La historia ocurre justo después de la derrota de Majin Boo y relata una nueva aventura en la que Gokū debe enfrentarse a los hermanos Avo y Cado, exsoldados de Freezer, que amenazan con invadir la Tierra. Otro tipo de producciones animadas incluyen las tipo crossover, es decir aquellas en las que convergen historias y personajes de distintas series. En 2013, por ejemplo, Fuji TV difundió 'Dream 9 Toriko & One Piece & Dragon Ball Z Chō Collaboration Special!! (ドリーム9 トリコ&ワンピース&ドラゴンボールZ 超コラボスペシャル!!?), en donde aparecen algunos personajes de los animes Toriko, One Piece y Dragon Ball Z que estuvo bajo la dirección de Akifumi Zako —director de un capítulo de Toriko— e Hiroaki Miyamoto —director de varios capítulos de One Piece—.

### Películas
Existen más de quince largometrajes animados ambientados en los elementos y acontecimientos relatados en Dragon Ball. Sin embargo, la gran mayoría no está considerado como parte del canon oficial de la serie, debido a que Toriyama no ha sido responsable de sus argumentos. Las únicas excepciones son Dragon Ball Z: la batalla de los dioses (2013) y Dragon Ball Z: Fukkatsu no F (2015), en las cuales sí colaboró. Generalmente las películas narran historias alternativas que son complementarias al manga. Todas ellas han sido exhibidas en salas de cine de Japón, mientras que en otros países la mayoría se distribuyó por medio de formatos caseros de vídeo o por televisión.
La primera cinta tuvo su estreno en diciembre de 1986, bajo el título Dragon Ball: La leyenda de Shenron (ラゴンボール 神龍の伝説 Doragon Bōru Shenron no Densetsu?), dirigida por Daisuke Nishio y distribuida por Toei Animation. La trama constituye una reinvención de la original; si bien tiene a los mismos personajes del manga, estos buscan las Dragon Balls con otros motivos diferentes a los relatados en el material original. Además presenta a un villano inédito, el rey Gourmeth. A partir de entonces, se produjeron películas cada año, de forma ininterrumpida, hasta 1996 cuando se estrenó El camino hacia la fuerza máxima (ドラゴンボール 最強への道 Doragon Bōru Saikyō e no Michi?), dirigida por Shigeyasu Yamauchi y producida especialmente para conmemorar el décimo aniversario del manga. Su argumento es similar al de la primera cinta de Dragon Ball, solo que a diferencia de aquella en esta última los eventos se extienden a la aparición de la Red Ribbon y su enfrentamiento contra Gokū. Más de una década después se estrenó la ya mencionada anteriormente Dragon Ball Z: La batalla de los dioses (2013), dirigida por Masahiro Hosoda, la cual está centrada en el enfrentamiento de Gokū contra Bills, el dios de la destrucción, que amenaza con destruir la Tierra en caso de no encontrar al legendario supersaiyajin Dios. Respecto a esta última, Toriyama comentó que había escrito el guion como si se tratara de una nueva continuación del manga, y que si bien representaba su primer acercamiento a la producción de un largometraje de Dragon Ball como responsable de la trama, «mi punto no ha cambiado para nada, porque Dragon Ball comenzó como una historia para chicos en la Jump. Así que trate de hacer la historia tan simple como pude. Hice esta película para que todos pudieran disfrutarla».
De igual manera se han producido películas de imágenes reales. La primera, Dragon Ball: The Magic Begins (1989) fue dirigida por Joe Chan Jun-Leung y su historia posee varias modificaciones respecto al material original de Toriyama, especialmente respecto a los nombres de los personajes. Trata sobre un malvado extraterrestre llamado King Horn que ataca la Tierra con el objetivo de encontrar siete objetos conocidos como «perlas del Dragón», que podrían ayudarle a conquistar el universo. Sin embargo, sus planes son frustrados cuando se enfrenta a Monkey Boy (Gokū) y sus amigos. Al año siguiente, se estrenó la producción surcoreana Dragon Ball Ssawora Son Gokū, Igyeora Son Gokū, dirigida por Ryong Wang, en la que también las Dragon Balls son remplazadas por «esferas mágicas», buscadas por el protagonista de la historia. 20th Century Fox produjo otra cinta, Dragonball Evolution, protagonizada por Justin Chatwin como Gokū y estrenada en 2009, que tuvo una mala recepción crítica.

#### Dragon Box
El 19 de marzo de 2003 salieron a la venta en Japón varias cajas recopilatorias de discos DVD que contienen toda la serie y material extra; la primera incluye los episodios 1-147 de Dragon Ball Z y la segunda salió a la venta el 18 de septiembre del mismo año y contiene el resto de los episodios de esa misma serie. Posteriormente el 7 de julio de 2004 apareció una tercera caja con los 153 episodios de la serie anime original y una cuarta caja salió a la venta el 15 de junio de 2005 con la serie Dragon Ball GT. El 14 de abril de 2006 se distribuyó otra caja con todas las películas animadas. Aparte de estas cajas, a partir del 2 de noviembre de 2005 comenzaron a salir DVD individuales que contienen de 4 a 6 episodios cada uno.

### Bandas sonoras y temas musicales
Las diversas bandas sonoras que contienen los temas musicales de las versiones anime y películas de Dragon Ball han sido producidas desde 1986, año en que el sello discográfico Columbia Records puso a la venta el primer compilatorio en formato de disco de vinilo nombrado Makafushigi Adobenchā! / Romantikku Ageru Yo, que incluye las canciones de apertura y cierre de la primera adaptación anime. En 1998 volvió a distribuirse en el mercado, pero esta vez en disco compacto, e incorporó las versiones instrumentales correspondientes de los temas originales. Algunas de esas colecciones musicales incluyen remezclas de los temas de apertura y cierre de los animes, como es el caso de Makafushigi Adobenchā!, lanzado en 2005. El compilatorio más reciente es HERO 〜 Kibō no Uta 〜 / “CHA-LA HEAD-CHA-LA”, que incluye una nueva versión del primer tema de apertura de Dragon Ball Z, interpretada por la banda japonesa Flow, misma que se utilizó para musicalizar algunas escenas del largometraje Dragon Ball Z: La batalla de los dioses. Además de los anteriores, existen veinte álbumes que forman parte de una colección conocida como Dragon Ball Z Hit Song Collection, la cual es distribuida por Sony Music y contiene cada uno algunas canciones de apertura y cierre, otras que aparecieron también en algunos episodios de las producciones anime así como algunas de videojuegos de la franquicia, entre otras. De forma similar, también se distribuyeron algunos conjuntos recopilatorios, cada uno con más de un disco compacto en su contenido. Cabe agregar que cada largometraje no animado y videojuego de la franquicia tiene también su propia banda sonora.
Los temas de apertura y cierre de Dragon Ball, en su idioma original, fueron interpretados por Hiroki Takahashi y Ushio Hashimoto, respectivamente; para Dragon Ball Z, se utilizaron dos canciones diferentes para la apertura y cierre de cada capítulo, interpretadas las dos primeras por Hironobu Kageyama y las dos últimas por MANNA Y Kageyama, de forma correspondiente. En el caso de Dragon Ball GT, Field of View se hizo cargo del tema de apertura, mientras que los cuatro temas de cierre fueron cantados por la banda Deen, Zard, Shizuka Kudou y Wands. Finalmente, en el caso de Dragon Ball Kai, Tanimoto Takayoshi interpretó ambas canciones.

### Videojuegos
Se han lanzado al mercado varios videojuegos basados en el material original de Toriyama para videoconsolas de segunda generación en adelante. El primer juego para consola de sobremesa del que se tiene noción es Dragon Ball: Dragon Daihikyô (ドラゴンボール ドラゴン大秘境 Doragon Bōru: Dragon Daihikyō?), destinado para la Super Cassette Vision, desarrollado y distribuido por la compañía Epoch a finales de 1986.
Desde entonces se han publicado juegos relacionados con la serie en diversas consolas de diferentes empresas entre las cuales destacan Nintendo, Sega, Sony y Microsoft, así como en máquinas recreativas. Buena parte de los juegos publicados en los años 1990 fueron distribuidos en países europeos como Francia, España o Portugal debido al temprano éxito de la serie en estos territorios. El primer juego en publicarse en Norteamérica (con la excepción de la versión gráficamente alterada de Dragon Ball: Shenlong no nazo por falta de licencia) fue Dragon Ball Final Bout en 1997.
En 2008 se cuantificó que la franquicia de videojuegos de Dragon Ball había conseguido superar los 38 millones de copias vendidas en todo el mundo.
El videojuego más exitoso comercialmente fue Dragon Ball Xenoverse 2 lanzado para PlayStation 4, Xbox One, Microsoft Windows y Nintendo Switch llegando a superar los siete millones de unidades vendidas en 2020 entre todas las plataformas.

### Libros complementarios y cartas coleccionables
Hay varios libros complementarios que tratan sobre el universo de Dragon Ball. Entre ellos están la serie Daizenshuu (大全集?), conformada por siete volúmenes principales y tres suplementarios que abarcan el manga, los dos primeros animes y las películas animadas. El primer tomo, Dragon Ball: The Complete Illustrations (Daizenshuu volumen 1), publicado por primera vez en Japón en 1995, es el único que se lanzó en inglés, en 2008 por Viz Media. Contiene las 264 ilustraciones que Toriyama dibujó para las portadas de cada capítulo del manga, así como las de los 42 volúmenes tankōbon. También incluye una entrevista con el mangaka sobre la creación de Dragon Ball. En 2013 se puso a la venta otra versión titulada Chōzenshū (超全集?), conformada de cuatro volúmenes, que sintetiza el contenido de la serie Daizenshuu e incluye información actualizada de la franquicia. A su vez, Dragon Ball GT fue cubierto por la serie impresa Dragon Ball GT Perfect Files, publicada en 1997 por Shūeisha, la cual contiene información del anime, así como ilustraciones.
De manera simultánea al estreno de Dragon Ball en formato DVD en Japón, entre 2003 y 2004 se publicaron cuatro guías que incluyen contenido de los volúmenes Daizenshuu así como entrevistas con Toriyama, el equipo de producción y reparto de la serie. Otras cuatro guías se distribuyeron a partir del lanzamiento de Dragon Ball Z Kai en Japón. Su contenido incluye nuevas entrevistas a Toriyama acerca de la producción de Dragon Ball.
Otro tipo de productos de la franquicia son los juegos de cartas coleccionables, algunas de ellas producidas por Bandai. Bandai también ha producido varias líneas de juguetes y figuras de acción de los personajes.

## Doblajes al español

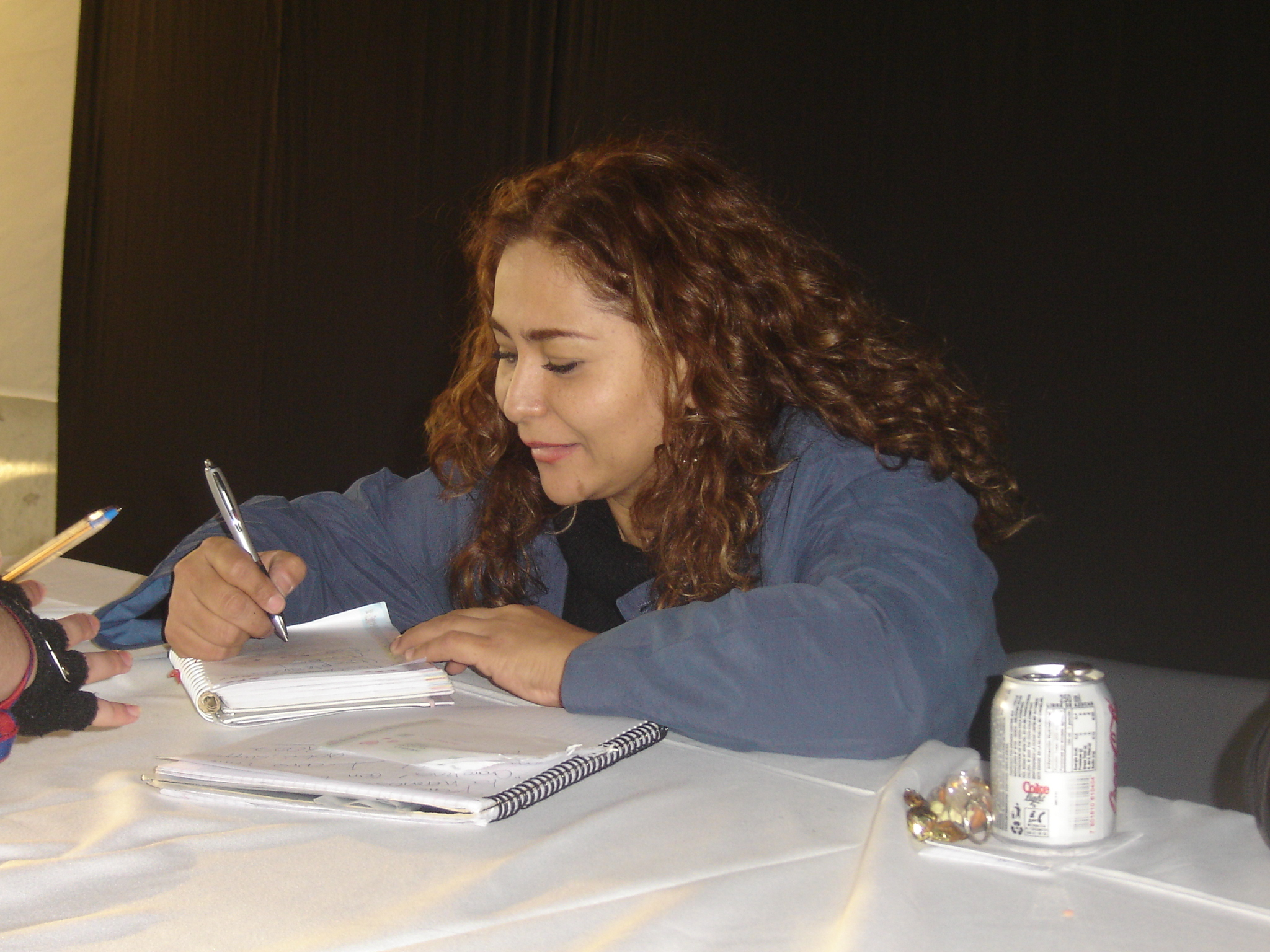
Laura Torres es conocida como la voz de los pequeños Gokū, Gohan y Goten en el doblaje mexicano del anime.

La adaptación del anime original tuvo dos doblajes en español: uno para España y el otro para Hispanoamérica.
La transmisión en España es la más antigua dentro de los países hispanohablantes. En el año 1988, el barcelonés Mario Bistagne Fabregat (1925-2018), propietario del estudio de doblaje Dovi S.L. de Esplugues de Llobregat (Barcelona), compra a la distribuidora francesa AB Distribution (propietaria de los derechos para toda Europa) los 26 primeros episodios para distribuirlos en España. Estos episodios fueron doblados al castellano y al catalán, con la más que probable dirección del veterano actor Joan Velilla, a finales de 1988 en Barcelona. Con este doblaje se comenzarían a emitir los primeros dieciocho capítulos a partir del 2 de marzo de 1989 en la recién estrenada televisión autonómica andaluza, Canal Sur, los jueves por la tarde en el programa contenedor "La fuga del tiempo".
Ángeles Neira dirigiría el resto del doblaje español, grabado en el estudio Alta Frecuencia, situado en Sevilla. El reparto de voces principal estuvo integrado por Ana Cremades como Gokū niño y Adolfo Martínez, José Antonio Gavira y Miguel Ángel Montero en la etapa adulta del protagonista; Alejandro Albaiceta y Alberto Hidalgo como Vegeta; Ana Cremades y Ana Fernández como Gohan en su etapa infantil y Alejandro Albaiceta en su etapa adulta; María del Pilar Valdés como Trunks niño y Luis Fernando Ríos y Rafael Torres para la etapa adulta del personaje, Ana Pallejá y Nonia de la Gala en el rol de Bulma; Antonio Crespo y Mariano Peña como Kame Sennin; Jordi Ribes, Francisco Lozano, David Arnáiz y Adolfo Martínez como Yamcha; Ángeles Neira y Francesc Figuerola como Krilin; Daniel Palacios como Ten Shin Han; Luis Fernando Ríos y Antonio Inchausti como Piccolo; Ángel Corpa y Mariano Peña como Freezer; Alejo de la Fuente como Cell; y Daniel Palacios como Majin Boo.
Hispanoamérica contó con una primera adaptación en la cual cambiaron el título del anime a Zero y el dragón mágico, basándose en un piloto estadounidense realizado por la compañía Harmony Gold. En esta versión, los nombres de varios personajes fueron cambiados, por ejemplo: Son Gokū pasó a llamarse Zero, Krilin pasó a llamarse Cachito y Yamcha pasó a llamarse Zedaki, entre otros. Se llegó a emitir sesenta episodios con este doblaje. Tiempo después, con la dirección de Gloria Rocha y Mario Castañeda, se llevó a cabo una segunda adaptación a cargo del estudio Intertrack, S. A, producido por la compañía Cloverway, subsidiaria de Toei Animation. El reparto de voces para los personajes principales de esta versión estuvo conformado por Laura Torres y por Castañeda para la etapa infantil y adulta de Gokū, respectivamente; René García como Vegeta; Laura Torres y Luis Alfonso Mendoza para la etapa infantil y adulta de Gohan; Gabriela Willert y Sergio Bonilla para Trunks niño y adulto, de forma correspondiente; Rocío Garcel, Laura Ayala, Mónica Manjarrez en el papel de Bulma; Jesús Colín como Kame Sennin; Jesús Barrero y Ricardo Mendoza como Yamcha; Rosita López Aguirre, Eduardo Garza y Luis Daniel Ramírez como Krilin; Ismael Larumbe como Ten Shin Han; Carlos Segundo Bravo como Piccolo; Gerardo Reyero como Freezer; Ricardo Brust como Cell y Mario Sauret como Majin Boo.
Para el doblaje posterior de Dragon Ball Kai, estrenado en 2009, Toei Animation Inc. sustituyó a Cloverway y reemplazó a la gran mayoría de los actores que participaron en el doblaje original, lo cual causó controversia entre varios seguidores de la serie. La grabación se llevó a cabo en los estudios Candiani y fue dirigida por Irwin Daayan. En esta ocasión, el elenco de voces estuvo integrado por Edson Matus como Gokū; Andrés Gutiérrez Coto como Vegeta; Karina Altamirano como Gohan; Luis Fernando Orozco como Trunks; Rocío Garcel como Bulma; Jorge Roig como Kame Sennin; Idzi Dutkiewicz como Piccolo; Dafnis Fernández como Freezer; y Salvador Reyes como Cell; del elenco original, estuvieron presentes solamente Rocio Garcel como Bulma, Mendoza como Yamcha, Larumbe como Ten Shin Han y Garza como Krilin.

## Recepción

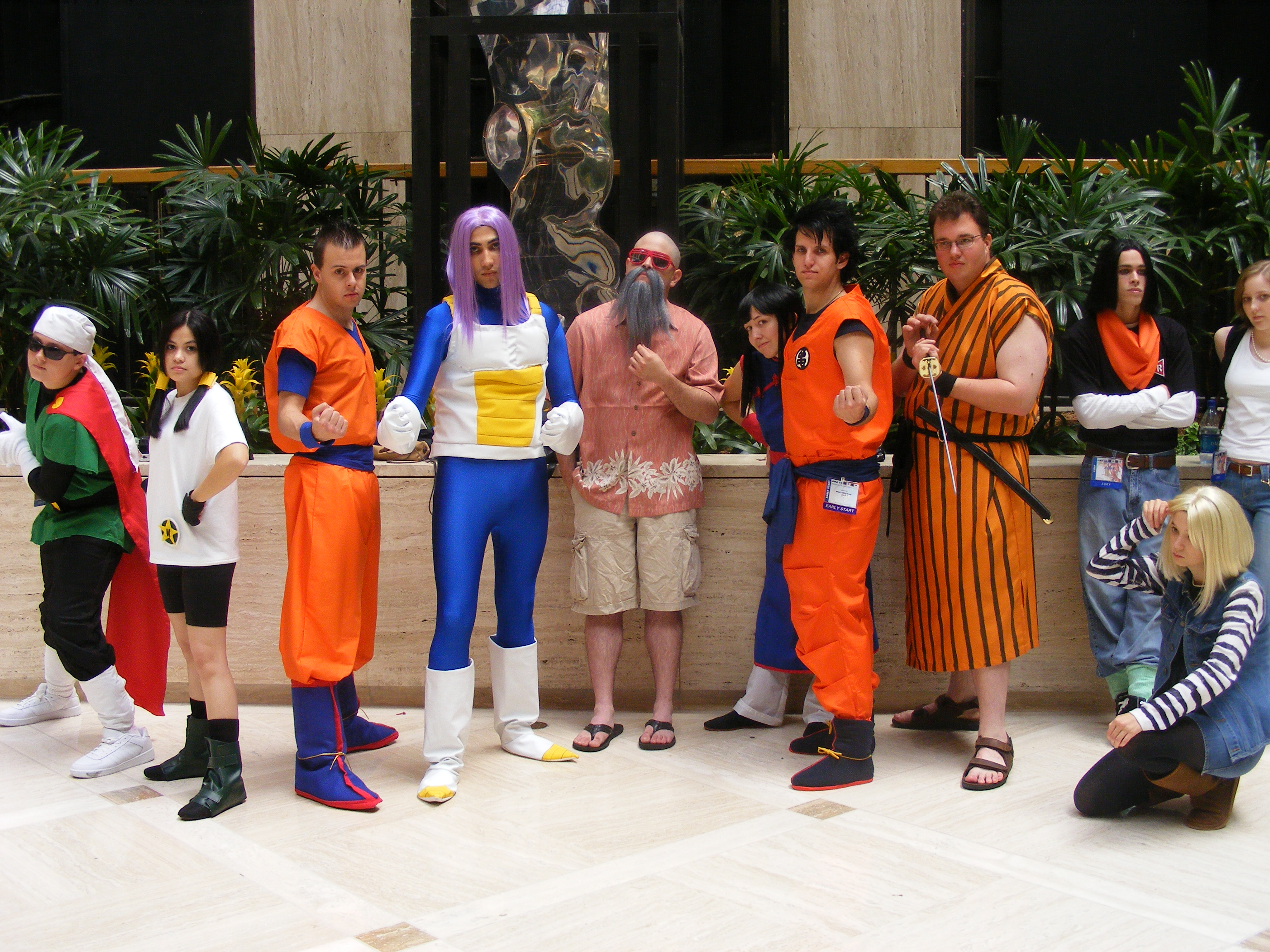
Cosplay de Dragon Ball Z en 2008.

La popularidad de Dragon Ball tuvo un mayor auge a partir de los capítulos del torneo Tenkaichi Budōkai. Es uno de los títulos más vendidos de la editorial Shueisha, con un total de 156 630 000 volúmenes comercializados en Japón hasta febrero de 2012. Hasta 2008 era el más vendido en el país. Su fórmula de «personajes y narrativa inesperados y repentinos» dio lugar al desarrollo de una franquicia de productos elaborados por diversas compañías como Mattel y Hasbro, por ejemplo. Entre 1986 y 1999 la marca generó ingresos en todo el mundo ascendentes a 3 mil millones USD. La franquicia surgió dos años después de la aparición del manga, a partir de la versión anime producida por Toei Animation. Esta adaptación permitió la difusión exitosa de la obra de Toriyama en otros países tales como Alemania —donde entre 1997 y 2003 era el manga más vendido en el país hasta entonces con más de 5 millones de copias vendidas—, Francia, Italia —en donde se registraron hasta 250 000 copias vendidas por cada volumen publicado a finales de los años 1990—, España, Estados Unidos —donde ha vendido más de un millón de copias desde los años 2000—, Canadá y México, entre otros. A nivel mundial se han vendido más de 200 millones de copias del manga, y hasta 2004 sus ventas se estimaron en 30 000 millones de dólares.Durante el año 2023 Dragon Ball generó ingresos por más de 157 millones de dólares. 
Para el editor Masahiko Ibaraki, de Shueisha, Dragon Ball fue uno de los mangas que marcó un hito comercial en la historia de la editorial. El escritor Jason Thompson, además de elogiar el dibujo, comentó que es «por mucho, el manga tipo shōnen más influyente de los últimos treinta años y hoy en día casi cualquier mangaka de Shōnen Jump lo cita como una de sus obras favoritas». «Pasa de ser un manga de aventura y comedia a uno exclusivo de combates» en donde sobresalen las escenas de peleas, «mostrando una diversidad de artes marciales y secuencias de entrenamiento entremezclado con algunas bromas», que finalmente pasaría a ser adoptado como modelo para otras series shōnen. En otra opinión, Annette Wannamaker, en su libro Boys in Children's Literature and Popular Culture, consideró que Dragon Ball exagera la «masculinidad» de sus personajes al mostrarlos como «guerreros de artes marciales excesivamente musculosos, capaces de volar y de modificar su energía para lanzar ataques poderosos contra sus enemigos». Criticó el «sadismo» de los villanos en su intención destructiva, así como el sacrificio de los protagonistas con tal de salvar a sus amigos o a la Tierra. En una encuesta realizada en el festival de arte de Japón de 2006, varios japoneses lo eligieron como el tercer mejor manga de todos los tiempos, superado únicamente por Slam Dunk y JoJo's Bizarre Adventure. En un sondeo realizado por Oricon, Gokū resultó seleccionado como «el personaje de manga más poderoso de todos los tiempos», mientras que en un listado elaborado por About.com, tanto Dragon Ball como Dragon Ball Z aparecen entre las «obras clásicas aclamadas por la crítica» que cualquier librería debería ofrecer a la venta. Es considerado como uno de los mangas más populares de todos los tiempos en otro sondeo realizado por Anime News Network.
Respecto a los demás productos de la franquicia, las adaptaciones anime gozaron de una recepción positiva, aunque fueron objeto de varias críticas por la violencia y desnudez de ciertos personajes en algunas escenas. Para su lanzamiento internacional, las distribuidoras correspondientes emitieron versiones editadas del anime original, en las que censuraron varias tomas. Por ejemplo, en España —el primer país de habla hispana en donde se emitió Dragon Ball— se eliminaron hasta siete minutos de uno de los capítulos para evitar controversias. Aun así, varios espectadores españoles criticaron a la serie por «exaltar la violencia, la competitividad y el sexismo». En particular, la Asociación en Pro de los Derechos de los Niños pidió a Telemadrid y Canal Sur que sacaran Dragon Ball del aire por las actitudes que supuestamente fomenta. Pero, a pesar de las críticas, reflejadas en la prensa de la época, también se encuentran «referencias menos alarmistas e incluso defensas en clave de humor». Mientras tanto, en Finlandia la publicación del manga cesó debido a la presión de un grupo de personas que se quejaron de las referencias sexuales en el contenido de la obra. En EE. UU., la distribuidora Funimation editó algunas escenas donde aparecía sangre y le dio la clasificación Y7-FV, catalogándolo como un programa de fantasía con violencia apto para niños mayores de siete años de edad; esta calificación apareció en las escenas iniciales de cada capítulo emitido de la serie, a manera de advertencia para el televidente. Es importante apuntar que, si bien en ese entonces ya se transmitían programas con contenido polémico en la televisión como Los Simpson o South Park, e incluso estos estaban en horario estelar, siempre fueron promovidos ante la audiencia como contenido dirigido a una audiencia adulta. En cambio, Dragon Ball estaba dirigido tanto a audiencias infantiles como juveniles. Durante su transmisión en Japón, el anime gozó de una popularidad sin precedentes. Su violencia era vista como un elemento innovador en el anime. A pesar de estas polémicas —la censura se consideró como una estrategia comercial—, y de que la serie alternó entre varias cadenas televisivas y horarios de difusión, llegando a dudarse de su éxito en territorio estadounidense, en septiembre de 1999 uno de sus capítulos logró el mayor récord de audiencia en la cadena televisiva Cartoon Network hasta entonces, con 1.7 millones de televidentes, además de que el término «Dragon Ball» fue uno de los más buscados en el portal web Lycos.
En 2009 el sitio IGN eligió a Gokū como el «mejor personaje anime de todos los tiempos» y destacó su poder para vencer adversarios más poderosos que él. Asimismo, el editor Ramsey Islers, también de IGN, reconoció a Dragon Ball como una de las franquicias más influyentes y exitosas de la historia, aunque criticó algunos aspectos tanto del manga como del anime, tales como los diálogos extensos de los personajes durante cada batalla, la escasa madurez de Gokū en contraparte a su excesivo humor y poder, el supuesto racismo del autor en algunos personajes como Mr. Popo y el estereotipo sexista inherente en la poca importancia que tienen los personajes femeninos en la trama. Tras su estreno a mediados de los años 1990 en EE. UU., Sally Beaty, de The Wall Street Journal, lo describió como una combinación de Pokémon y Pulp Fiction (1994) al criticar la violencia presente en la muerte de algunos personajes. Wannamaker describió la estructura narrativa de los capítulos del anime como una serie de «batallas melodramáticas interminables que pueden durar docenas de capítulos cada una y que pueden resultar más complejas que una telenovela», calificando como «ambiguos» a algunos personajes y sus ideologías. En una encuesta realizada a principios de 2014 por la editorial Selecta Visión, los resultados arrojaron que Gokū era el «personaje favorito masculino» mientras que la serie era la segunda favorita por debajo de Ataque a los titanes. La actriz Masako Nozawa, que interpreta la voz original en japonés de Gokū en el anime y películas de Dragon Ball, recibió un reconocimiento al mérito en los Seiyū Awards de 2013 por su actuación en la serie. Aunque las películas animadas no forman parte del canon oficial, algunas de ellas han tenido una buena aceptación. Richard Eisenbeis, en su reseña para el sitio web Kotaku.com, concluyó que si bien La batalla de los dioses «no es profunda, sí [resulta] muy divertida». En cuanto a las adaptaciones cinematográficas de imágenes reales, la más reciente fue Dragon Ball: Evolution (2009), que obtuvo malas críticas en general al «carecer de la magia del material impreso que permitió que Dragon Ball se volviera una sensación de culto». Finalmente, en el área de los videojuegos, el más exitoso ha sido Dragon Ball Z: Budokai Tenkaichi 3 (2007) para la consola PlayStation 2 y Wii, del cual se han vendido más de cuatro millones de copias hasta 2014.
En el segundo volumen de la obra The Dragon Ball Z Legend: The Quest Continues, editado por la editorial DH Publishing, se menciona que el éxito de Dragon Ball pudo deberse a que «no trata simplemente del enfrentamiento entre los buenos y los malos. Si bien es fantasía, posee elementos dramáticos propios de la vida real e incluye referencias a cómo se desarrolla la amistad o cómo los sujetos malos pueden volverse buenos y viceversa. Todo descrito de una forma optimista». Su aceptación en distintos países pudiera ser el resultado de su «desarrollo dramático e inmoderado contenido de artes marciales [que] mantiene los niveles de tensión». Para Aaron Chumbris, del portal web Examiner.com: «su mensaje de camaradería y de lucha para afrontar adversidades» lo han llevado a ser uno de los mangas y animes más populares e influyentes de todos los tiempos. La vigencia de su popularidad, según Thompson, podría deberse a que se trata de una obra «bien elaborada» que continúa siendo relanzada en varias clases de productos.
En países como Tailandia, el rango de edad de la audiencia de Dragon Ball en 1997 era de 4 a 26 años de edad. La prensa destacó que era un dato importante, puesto que la mayoría de las series animadas por lo general tienen un público televidente cuyas edades varían entre los 4 y 11 años. Ha sido fuente de inspiración para otros mangakas como es el caso de Eiichirō Oda y Masashi Kishimoto, responsables de One Piece y Naruto, quienes revelaron que Gokū había sido una influencia importante para ellos al momento de concebir a los protagonistas de sus respectivas obras, mientras que Bleach, escrita por Tite Kubo, posee algunas similitudes en su estructura narrativa y guiños directos con la obra de Toriyama. Sus personajes han aparecido o sido aludidos, en ocasiones en tono de parodia, en otros programas como Robot Chicken, o Gintama —en el que el personaje Brieza es muy parecido a Frezeer, además de tener un escenario llamado planeta Hamek, en referencia a Namek, de Dragon Ball—.